# Líšnice u Prahy

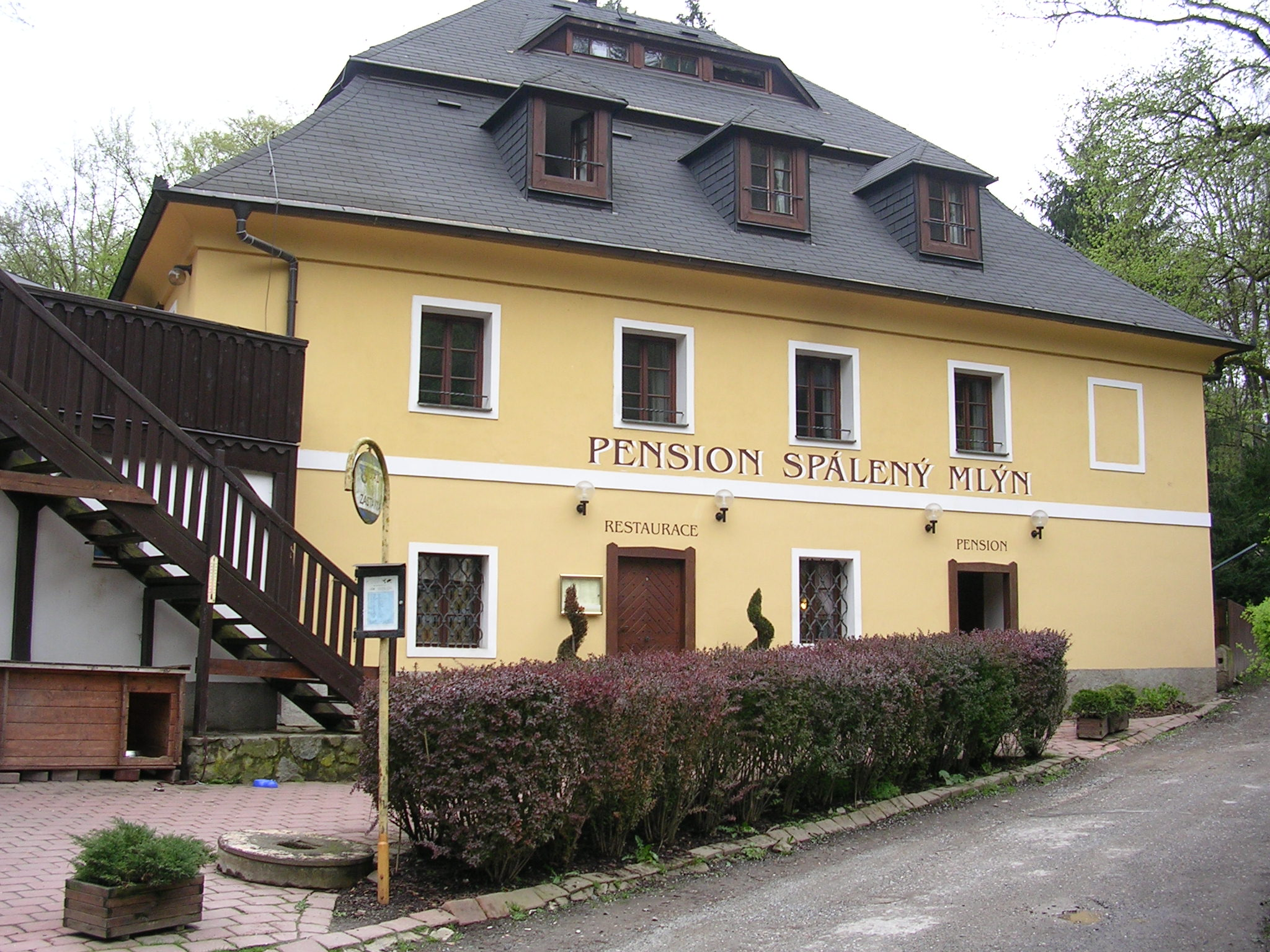
Spálený Mlýn

Líšnice, bis 1924 Lišnice (deutsch Lischnitz, früher auch Leßnitz) ist eine Gemeinde in Tschechien. Sie liegt fünf Kilometer nordöstlich von Mníšek pod Brdy und gehört zum Okres Praha-západ.

## Geographie
Líšnice befindet sich auf einer Hochfläche in den Hřebeny (Brdykamm). Das Dorf liegt im Quellgebiet des Baches Líšnický potok, gegen Osten bildet der Bojovský potok ein tief eingeschnittenes Tal. Östlich erhebt sich der Řeřichový vrch (363 m n.m.) und im Südosten die Babka (397 m n.m.). Nördlich des Dorfes verläuft die Schnellstraße R 4 zwischen Zbraslav und Mníšek pod Brdy, die nächste Abfahrt ist Řitka. Durch das Tal des Bojovský potok führt die Bahnstrecke Dobříš–Praha-Modřany, der Haltepunkt Bojov liegt bei Vandrlice hart an der Gemeindegrenze von Líšnice auf dem Gebiet der Gemeinde Čisovice. Nördlich von Líšnice befindet sich der Golfplatz Líšnice, dahinter erstreckt sich der Naturpark Hřebeny.
Nachbarorte sind Černolice, Na Homolce, Jiráskova čtvrť und Varadov im Norden, Klínec, Masojídka und Zástrovská im Nordosten, Spálený Mlýn, Sloup und Na Plazech im Osten, Čtvrt Svatopluka Čecha, Vandrlice und Bojov im Südosten, Čisovice im Süden, Lucký Mlýn, Bažantnice, Mníšek pod Brdy und Skalka im Südwesten, Veselka im Westen sowie Řitka und Mlýnec im Nordwesten.

## Geschichte
Das Waldgebiet bei der Grenzbefestigung Osseca (Osek) in den Hřebeny gehörte im Frühmittelalter zu den westlichsten Besitzungen der Slavnikiden. Später wurde die vom Goldenen Steig durchquerte und nur schwach besiedelte Gegend zwischen den Klöstern Břevnov, Insula und Königsaal aufgeteilt.
Líšnice entstand vermutlich als Ansiedlung von Goldseifnern. Die erste urkundliche Erwähnung von Lesstnyczie erfolgte  1337 als König Johann von Luxemburg die Goldseifen an Peter von Rosenberg verpfändete. Die Siedlung bestand zu dieser Zeit aus lediglich vier Häusern und lag inmitten der Wälder des Klosters Königsaal. Im Jahre 1345 erhielt der Richter von Zlatníky vom Königsaaler Abt den Auftrag zur Rodung von Wald bei Líšnice und erblicher Aufteilung des Landes an Kolonisten. Dabei entstanden 20 Gehöfte mit dahinterliegenden Feldern, die sich von West nach Ost zu beiden Seiten des vom Bach durchflossenen geräumigen Dorfplatzes reihten. Fünf Jahre später wurden in einer Grenzurkunde die Fluren des neuen Dorfes festgehalten und gegen Řitka angegrenzt. Diese umfassten die gesamte Talmulde des Líšnický potok bis zu dessen Mündung in den Bojovský potok einschließlich der dortigen Mühle. Zusammen mit dem Dorf entstand wahrscheinlich auch die hölzerne Kirche, erstmals erwähnt wurde sie 1369. Seit 1384 hatte die Kirche einen eigenen Pfarrer.
Nachdem das Kloster Königsaal während der Hussitenkriege zerstört worden war, gelangten seine Güter zunächst an weltliche Besitzer. Mitte des 16. Jahrhunderts erhielten die Königsaaler Zisterzienser den größten Teil ihres alten Besitzes, darunter die Wälder um Líšnice, Klínec und Jíloviště zurück. Im Königsaaler Urbar von 1587 sind für Líšnice 16 Anwesen sowie ein Pfarrhaus, eine herrschaftliche Schänke, eine Schmiede und ein Freihof ausgewiesen. Der Dreißigjährige Krieg führte zum wirtschaftlichen Niedergang der Klosterdörfer. Durch die in den 1630er und 1640er Jahren auf dem Goldenen Steig durchziehenden Truppen wurde das in Sichtweite gelegene Líšnice geplündert und niedergebrannt. Nachfolgend führten Hunger und Seuchen zur Verödung des Dorfes. Im Jahre 1649 wurden in dem Dorf nur noch acht Anwesen bewirtschaftet, der Rest lag wüst. In der zweiten Hälfte des 17. Jahrhunderts begann der Wiederaufbau des Dorfes. Nach dem Theresianischen Kataster lebten 1713 in Líšnice 308 Personen.
Nach der Aufhebung des Klosters im Zuge der Josephinischen Reformen im Jahre 1785 gehörte Lischnitz zur Herrschaft Königsaal, die von der k.k. böhmischen Staatsgüteradministration für den Religionsfonds verwaltet wurde. Zum Ende des 18. Jahrhunderts setzte wegen des weiteren Anstiegs der Bevölkerung eine räumliche Erweiterung des Dorfes ein. Im April 1827 ersteigerte Friedrich Kraft Heinrich zu Oettingen-Wallerstein die Herrschaft und trat sie an seine Frau Sophia Maria, geborene Landgräfin von Fürstenberg († 1829) ab. 1832 fiel die Herrschaft dem Witwer zu; nach dessen Tode erbten 1845 seine zweite Frau Maria Anna, geborene Gräfin von Trauttmansdorff-Weinsberg, sowie seine Kinder aus beiden Ehen den Besitz gemeinschaftlich. Lischnitz war der Sitz eines der fünf Forstreviere der Herrschaft Königsaal, es bewirtschaftete 1272 Joch 1254 Quadratklafter Wald.
Im Jahre 1846 bestand das im Berauner Kreis gelegene Dorf Lischnitz bzw. Lissnice, auch Leßnitz bzw. Lesnice genannt, aus 65 Häusern mit 420 Einwohnern. Unter dem Patronat der Obrigkeit standen die Pfarrkirche Aller Heiligen, die Pfarrei und die Schule. Außerdem gab es im Ort ein Wirtshaus. Abseits lag die Mühle Spalený Mlýn. Westlich führte die Passauer Straße vorbei. Lischnitz war Pfarrort für Gilowischt, Klinetz, Řidka und Černolitz. Bis zur Mitte des 19. Jahrhunderts blieb Lischnitz der Herrschaft Königsaal untertänig.
Nach der Aufhebung der Patrimonialherrschaften bildete Lišnice/Lischnitz ab 1849 eine Gemeinde im Gerichtsbezirk Königsaal. Ab 1869 gehörte Lišnice zum Bezirk Smichow. Im Jahre 1876 wurden die Dörfer Řídká und Veselka auf Wunsch ihrer Einwohner von Mníšek nach Lišnice umgemeindet. 1897 wurde die Bahnstrecke Čerčan–Modřan–Dobříš eröffnet. Řídká und Veselka lösten sich 1924 von Lišnice los und bildeten die Gemeinde Řitka. Im selben Jahre wurde der Ortsname in Líšnice abgeändert. Im Jahre 1928 wurde der Golfplatz Líšnice als einer der ersten in der Tschechoslowakei angelegt. 1927 wurde Líšnice dem Okres Praha-venkov und 1942 dem Okres Praha-venkov-jih zugeordnet. Im Jahre 1949 wurde die Gemeinde dem Okres Praha-jih zugewiesen, seit 1961 gehört sie zum Okres Praha-západ. Auf Initiative der Grundschule und Einwohnern wurde 1998 ein Naturlehrpfad angelegt.
Das Dorf Líšnice besteht heute aus ca. 170 Einfamilienhäusern. Außerhalb liegen die Siedlungen Varadov und Vandrlice mit etwa 400 Ferienhütten, die von ihren Besitzern zunehmend zu Einfamilienhäusern umgebaut werden.

## Gemeindegliederung
Für die Gemeinde Líšnice sind keine Ortsteile ausgewiesen. Grundsiedlungseinheiten sind Líšnice (Lischnitz), Vandrlice und Varadov. Zu Líšnice gehören außerdem die Siedlungen Čtvrt Svatopluka Čecha und Jiráskova čtvrť sowie die Einschicht Spálený Mlýn.

## Sehenswürdigkeiten
- Kirche Allerheiligen, sie ist seit 1369 nachweisbar. Um 1730 wurde die alte Holzkirche durch einen steinernen Renaissancebau mit Zwiebelturm ersetzt. Nach einem Brand erhielt der Kirchturm im Jahre 1883 sein heutiges pyramidal durchbrochenes Dach.
- Naturlehrpfad Líšnice mit acht Stationen mit Erläuterungen zur Geschichte des Dorfes